# Pomaderris nitidula
Pomaderris nitidula är en brakvedsväxtart som först beskrevs av George Bentham, och fick sitt nu gällande namn av Elsie Maud Wakefield. Pomaderris nitidula ingår i släktet Pomaderris och familjen brakvedsväxter. Inga underarter finns listade i Catalogue of Life.